# هارولد لاسكي
هارولد جوزيف لاسكي (بالإنجليزية: Harold Laski)‏ (ولد في 30 يونيو عام 1893 وتوفي في 24 مارس عام 1950) كان منظرًا سياسيًا أمريكيًا واقتصاديًا. كان نشطاً في السياسة وعمل رئيسًا لحزب العمال البريطاني خلال الفترة بين عامي 1945 و1946 وكان أستاذًا في كلية لندن للاقتصاد بين عامي 1926 و1950. كان أول من شجع على التعددية، مؤكدا على أهمية المجتمعات الطوعية المحلية مثل نقابات العمال. بعد عام 1930 تحول إلى الماركسية، مع تأكيده على الصراع الطبقي والحاجة إلى ثورة العمال التي ألمح إلى أنها قد تكون عنيفة. أغضب موقف لاسكي قادة حزب العمال الذين وعدوا بتحول ديمقراطي سلمي. تعرض موقف لاسكي من الديمقراطية للمزيد من الهجوم من جانب ونستون تشرشل في الانتخابات العامة عام 1945، واضطر حزب العمال إلى التنصل من لاسكي، الذي كان رئيس الحزب.
كان لاسكي واحدا من أكثر المتحدثين المثقفين نفوذا للماركسية في سنوات ما بين الحربين العالميتين. كان تعليمه بشكل خاص مصدر إلهام كبير للطلاب، الذين أصبحوا في وقت لاحق قادة لدول مستقلة في كل من آسيا وأفريقيا. ربما كان المفكر الأبرز في حزب العمال، خاصة بالنسبة لمن انتموا إلى اليسار المتشدد الذين شاركوه ثقته وآماله في الاتحاد السوفييتي تحت زعامة جوزيف ستالين. ولد لاسكي لعائلة يهودية، وكان مؤيدًا للصهيونية وداعمًا لتشكيل دولة لليهود. 

## النشأة والتعليم
ولد هارولد لاسكي في مانشستر في 30 يونيو من عام 1893 لوالديه ناثان وساره لاسكي. كان ناثان لاسكي تاجر قطن يهوديًا ليتوانيًا من بريست ليتوسك التي تعرف اليوم ببيلاروسيا وقائدًا للحزب الليبرالي، في حين ولدت أمه في مانشستر لأبوين يهوديين بولنديين. كان لديه أختًا مقعده تدعى مابل أصغر منه بسنة. كان شقيقه الأكبر نيفيل لاسكي، بينما كان ابن عمه (نيفيل بلوند) مؤسس مسرح الديوان الملكي وأب الكاتب والناشر أنتوني بلوند.
درس هارولد في مدرسة مانشستر الثانوية. في عام 1911، درس علم تحسين النسل على يد كارل بيرسون لستة أشهر. في نفس العام التقى وتزوج فريدا كيري، أستاذة محاضرة في علم تحسين النسل. كان زواجه من فريدا، امرأة غير يهودية تصغره بثمان سنوات، معادٍ لعائلته. نفى أيضًا إيمانه باليهودية، مدعيًا أن العقل منعه من الإيمان بالرب. بعد دراسته التاريخ في كلية نيو كوليج في جامعة أكسفورد، تخرج في عام 1914. حصل على جائزة بيت التذكارية خلال وقته في نيو كوليدج. فشل في إجراء اختبارات الأهلية الطبية، وبالتالي لم يتمكن من القتال في الحرب العالمية الأولى. عمل بعد التخرج لفترة قصيرة في صحيفة ديلي هيرالد تحت إمرة جورج لانسبيري. ولدت ابنته ديانا عام 1916.

## مسيرته الأكاديمية
في عام 1916، عُيّن لاسكي محاضرًا للتاريخ الحديث في جامعة ماكجيل في مونتريال وبدأ بإلقاء المحاضرات في جامعة هارفارد. ألقى أيضًا محاضرات في جامعة ييل في الفترة بين عامي 1919 و1920. نتيجة دعمه الصريح لإضراب شرطة بوسطن عام 1919، تعرض لاسكي لانتقادات حادة. شارك لفترة وجيزة في إنشاء مدرسة «ذا نيو سكول للبحث الاجتماعي» عام 1919، حيث ألقى محاضراته.
شكل لاسكي شبكة واسعة من الأصدقاء الأميركيين المتمركزين في جامعة هارفارد، الذي قام بتنقيح استعراضاتهم القانونية. كثيرا ما دعي إلى إلقاء المحاضرات في أمريكا وكتب لصحيفة «ذا نيو ريبابليك». أصبح صديقا مع فيليكس فرانكفورتر فضلًا عن هربرت كرولي ووالتر ليبمان وإدموند ويلسون وتشارلز إيه. بيرد. ترسخت صداقته الطويلة مع قاضي المحكمة العليا أوليفر ويندل هولمز عبر رسائل أسبوعية قام بنشرها. كان على معرفة بعديدٍ من الشخصيات ذات النفوذ، وادعى معرفته المزيد. كثيرا ما علق المنتقدون على مبالغات لاسكي المتكررة والترويج للذات، والتي تسامح معها هولمز. علقت زوجته أنه كان «نصف رجل، نصف طفل، طوال حياته».

## روابط خارجية
- هارولد لاسكي على موقع الموسوعة البريطانية (الإنجليزية)
- هارولد لاسكي على موقع مونزينجر (الألمانية)
- هارولد لاسكي على موقع إن إن دي بي (الإنجليزية)